# Centro Cultural de los Ejércitos
El Centro Cultural de los Ejércitos, también conocido comúnmente como el Casino Militar, es un edificio de la ciudad de Madrid (España).

## Historia y características
La edificación se encuentra situada en el número 13 de la calle Gran Vía, en el barrio de Sol del distrito Centro de la capital española, teniendo también número en el 1 de la calle del Clavel y el 9 de la calle del Caballero de Gracia. La parcela sobre la que se erigiría el edificio fue adquirida por la institución del Casino Militar en 1912. Proyectado por Eduardo Sánchez Eznarriaga en 1914, fue inaugurado el 16 de noviembre de 1916 por el monarca Alfonso XIII. El director de La Construcción Moderna Eduardo Gallego valoró positivamente el resultado del edificio recién inaugurado teniendo en cuenta el ajustado presupuesto. Destacan en el edificio la fachada y la visera de la entrada.